# Tajuddin Ahmad
Tajuddin Ahmad (bengalisch তাজউদ্দীন আহমদ; * 23. Juli 1925 im Dorf Dardaria, Distrikt Dhaka; † 3. November 1975 in Dhaka) war ein bangladeschischer Aktivist und Politiker. Er leitete die provisorische Regierung von Bangladesch als deren Premierminister während des Bangladesch-Krieges 1971 und gilt als eine der wichtigsten Figuren bei der Entstehung von Bangladesch.

## Leben
Tajuddin Ahmad wurde in eine muslimische Familie der Mittelklasse in einem Dorf im damaligen Britisch-Indien geboren. Nachdem er einige Schulen in Gazipur besucht hatte, zog Tajuddin nach Dhaka, der wichtigsten Stadt in Ostbengalen. Er erwarb dort einen Bachelor mit Auszeichnung in Wirtschaftswissenschaften an der Universität von Dhaka. Tajuddin wurde früh Jugendarbeiter der Muslimliga in Britisch-Indien. Er gehörte der in Dhaka ansässigen pro-demokratischen, säkularen Muslimliga-Fraktion an, die nach der Teilung Indiens und der Gründung Pakistans mit der reaktionären Parteilinie der Muslimliga brach. Als Mitglied der kurzlebigen Jugendorganisation Jubo League nahm er 1952 aktiv an der Bengalischen Sprachbewegung teil. Im Jahr 1953 schloss er sich der Awami Muslim League (später Awami League) an, einer Abspaltung der Muslim League. Im folgenden Jahr wurde er zum Mitglied der Provinzversammlung von Ostpakistan gewählt. Als enger Vertrauter unterstützte er Mujibur Rahman bei der Wiederbelebung der Awami League zu einer säkularen politischen Partei während des Regimes von Muhammed Ayub Khan in den späten 1960er Jahren.
Als Generalsekretär der Awami-Liga ab 1966 koordinierte Tajuddin die Partei während der turbulenten späten 1960er und frühen 1970er Jahre und wurde mehrmals inhaftiert. Er formulierte den ersten Entwurf der historischen Sechs-Punkte-Forderung, die schließlich zur Gründung von Bangladesch führen sollte. Er koordinierte die Wahlkampagne der Awami League für die pakistanischen Parlamentswahlen 1970, bei denen die Liga eine historische parlamentarische Mehrheit errang. Er koordinierte auch die Nicht-Kooperationsbewegung vom März 1971, die durch Präsident Yahya Khans Verzögerung bei der Übertragung der Macht an die gewählten Abgeordneten ausgelöst wurde. Tajuddin gehörte zu Rahmans Delegation bei den Rahman-Yahya-Gesprächen zur Beilegung der Verfassungsstreitigkeiten zwischen Ost- und Westpakistan und zur Übertragung der Macht an die gewählte Nationalversammlung in Ostpakistan. Nach dem harten Durchgreifen der pakistanischen Armee gegen die Bevölkerung von Ostpakistan am 25. März 1971 floh Tajuddin nach Indien. In Abwesenheit von Rahman initiierte er 1971 die Bildung der Provisorischen Regierung von Bangladesch und leitete sie, im indischen Exil operierend, als ihr Premierminister.
Im unabhängigen Bangladesch diente Tajuddin von 1972 bis 1974 als Finanz- und Planungsminister im Kabinett von Mujib Rahman. Er war auch Mitglied des Komitees, das die Verfassung von Bangladesch ausarbeitete. Er schied 1974 aus dem Kabinett aus, um in den Ruhestand zu gehen. Nach der Ermordung Mujib Rahmans durch einen Staatsstreich wurde Tajuddin verhaftet und am 3. November 1975 zusammen mit drei hochrangigen Führern der Awami-League im Gefängnis ermordet.